# Aleksandr Tjajev
Aleksandr Tjajev, född 17 mars 1962 i Voronezj, är en före detta sovjetisk simmare.
Tjajev blev olympisk silvermedaljör på 1 500 meter frisim vid sommarspelen 1980 i Moskva.